# Fala unificada e codificação de áudio
Unified Speech and Audio Coding (USAC) é um formato de compressão de áudio e codec para música e fala ou qualquer mistura de fala e áudio usando taxas de bits muito baixas entre 12 e 64 kbit/s. Foi desenvolvido pelo Moving Picture Experts Group (MPEG) e foi publicado como um padrão internacional ISO / IEC 23003-3 (também conhecido como MPEG-D Parte 3) e também como um Tipo de Objeto de Áudio MPEG-4 na ISO/IEC 14496-3:2009/Amd 3 em 2012.
Ele usa ferramentas de previsão linear no domínio do tempo e codificação residual (técnicas semelhantes a ACELP) para segmentos de sinais de fala e ferramentas de codificação de transformação (técnicas baseadas em MDCT) para segmentos de sinais musicais, além de ser capaz de alternar entre os conjuntos de ferramentas dinamicamente de maneira responsiva ao sinal. Ele está sendo desenvolvido com o objetivo de um codificador único e unificado com desempenho que iguale ou supere o de codificadores de fala dedicados e codificadores de música dedicados em uma ampla faixa de taxas de bits. Variações aprimoradas das ferramentas de codificação paramétrica MPEG-4 Spectral Band Replication (SBR) e MPEG-D MPEG Surround são integradas ao codec USAC.

## HE-AAC estendido
O padrão MPEG-D USAC (ISO/IEC 23003-3) define o perfil Extended High Efficiency AAC, que contém todas as ferramentas do perfil HE-AAC v2, além dos recursos mono/estéreo do perfil Baseline USAC. Como resultado, um decodificador construído de acordo com o perfil Extended High Efficiency AAC também é capaz de decodificar os fluxos de bits criados para os perfis anteriores da família AAC. O perfil AAC de alta eficiência estendida foi projetado para aplicações que dependem de um desempenho consistente em baixas taxas de dados, ao mesmo tempo em que são capazes de decodificar todo o conteúdo AAC-LC, HE-AAC e HE-AACv2 existentes.

## xHE-AAC
Fraunhofer definiu o codec xHE-AAC como a combinação do perfil Extended High Efficiency AAC e partes apropriadas do MPEG-D DRC Loudness Control Profile ou Dynamic Range Control Profile. xHE-AAC estende o alcance operacional do codec de 12 para 300 kbit/s para sinais estéreo e permite a troca perfeita entre taxas de bits nessa faixa para entrega de taxa de bits adaptável (usando padrões como MPEG-DASH ou HLS, por exemplo). O xHE-AAC também inclui controle de volume obrigatório MPEG-D DRC para reproduzir conteúdo em um volume consistente e oferece novos perfis de controle de faixa dinâmica para ouvir em situações ruidosas.
Embora os decodificadores xHE-AAC sejam capazes de decodificar os fluxos de bits criados para os perfis anteriores da família AAC, os codificadores xHE-AAC são normalmente destinados à codificação do tipo de objeto de áudio MPEG-D USAC (AOT 42) com metadados de volume MPEG-D DRC, embora alguns possam oferecer suporte à codificação de tipos de objetos AAC legados.
xHE-AAC é um codec de áudio obrigatório no padrão Digital Radio Mondiale e é uma marca registrada da Fraunhofer.
Em abril de 2016, a Via Licensing anunciou o lançamento de um programa de licenciamento de pool de patentes xHE-AAC para 2016. Em 2018, o xHE-AAC foi incluído no pool de patentes AAC da Via Licensing sem custo adicional.
Em janeiro de 2021, a Fraunhofer anunciou um serviço de teste e um programa de marca registrada para xHE-AAC e anunciou que o codec está sendo usado pela Netflix. A Netflix relatou que os usuários alternaram de alto-falantes para fones de ouvido com 16% menos frequência (devido à baixa qualidade do som ou volume inadequado) em conteúdo de alta faixa dinâmica ao usar xHE-AAC em vez de HE-AAC. A Netflix também explicou que o xHE-AAC permitiu que eles começassem a transmitir com taxas de bits de áudio adaptáveis para dispositivos Android. A Fraunhofer também anunciou licenças xHE-AAC para a MainConcept, Poikosoft, e LG. O xHE-AAC é suportado pelo empacotador Bento4 DASH/HLS. Em janeiro de 2022, a MainConcept estabeleceu um serviço de codificação web para testar o xHE-AAC. Em outubro de 2022, a decodificação xHE-AAC foi adicionada aos dispositivos Windows 11 e Xbox.

### Compatibilidade
xHE-AAC é suportado no Android desde o Android Pie e no iOS desde o iOS 13. Foi anunciado que ele será adicionado ao watchOS 7 e foi licenciado para a Microsoft. A reprodução de arquivos de áudio xHE-AAC é suportada no foobar2000 com o uso de um decodificador AAC adicional. Em outubro de 2022, o Windows 11 adicionou suporte para xHE-AAC na atualização 22H2.